# Латгалски језик
Латгалски језик (latgalīšu volūda, летонски: latgaliešu valoda) је источнообалтички језик који припада балтословенској грани којим се често говори у Латгали, у источном делу Летоније. Предмет је полемике да ли је у питању засебан језик под изразитим летонским утицајем, услед историјских међувеза, или источни дијалекат летонског. Свакако, његова стандардизована форма је препозната и законом заштићена као ,,историјска варијанта летонског језика" (vēsturisks latviešu valodas paveids). Према летонском попису из 2011, 8,8 % становника Летоније, односно 164,500 људи, свакодневно говори латгалским. Њих 97,600 живи у Латгали, 29,400 у Риги и 14,400 у области Риге.

## Историјат
Изворно су Латгалци били племе с насеобином у данашњем Видзему и Латгали. Сматра се да су говорили летонским језиком, који се касније проширио на остатак савремене Летоније, усвајајући одлике старокуронског, полугалског, селонског и ливонског језика. Латгалска област се политички издвојила током пољско-шведских ратова, при чему је остала у склопу Пољско-литванске уније као Инфлантско војводство, док је остатак Летонаца живео у областима којима је владало балтичко немачко племство. Оба века одвојеног развоја и утицаја различитих ,,престижних" језика су највероватније допринели развоју савременог латгалског језика, дистинктивног у односу на језик којим се говори у Видзему и остатку Летоније.
Савремена латгалска књижевна традиција је почела да се развија у 18. веку од вернакулара којим су говорили Летонци у источном делу Летоније. Најстарија сачувана књига објављена на латгалском је ,,Evangelia toto anno" (Јеванђеља за целу годину) из 1753. године. Први ортографски системи су позајмљени из пољског језика и користили су антиква слова. Врло се разликовао од ортографије развијане под немачким утицајем, углавном писане готицом. којим се бележио летонски језик у остатку Летоније. Многе латгалске књиге из позног 18. и раног 19. века су писали језуитски свештеници, који су дошли у Латгалу као северну испоставу римокатоличке цркве; њихови списи су обухватали религиозну литературу, календаре и поезију.
Од 1865. до 1904. године је било забрањено објављивање књига на латгалском, као и литванском језику. Недуго након Јануарског устанка, приликом ког су се устаници из Пољске, Литваније и Латгале успротивили царској власти, уследила је забрана коришћења латиничног писма. Током ње је једино изузетно сведен број кријумчарених католичких верских записа уз нешто рукописа био доступан, на пример календари писани од стране самоуког сељака Андривса Јурджиса (летонски: Andryvs Jūrdžys).
Након поништења забране, 1904. године, уследио је брз препород латгалске књижевне традиције; најпре се појављују новине, уџбеници и граматике. Године 1918. Латгала постаје део новооформљене летонске државе. Од 1920. до 1934. године су се паралелно развијале две књижевне традиције Летонаца. Важно достигнуће у датом периоду је директан превод Новог завета на латгалски од стране свештеника и учењака Алоизијса Брокса (летонски: Aloizijs Broks), који је објављен у Аглони 1933. године. Након државног удара предвођеног Карлисом Улманисом (Kārlis Ulmanis) 1934. године, латгалски језик као предмет је укинут из образовног програма и државних установа, што је било део напора да се стандардизује употреба летонског језика. Латгалски је опстао као говорни језик током совјетске анексије Летоније (1940-1991.), док је штампа на латгалском скоро потпуно престала између 1959. и 1989. године. Поједини латгалски интелектуалци у емиграцији су наставили да објављују књиге и научне радове на латгалском језику, где се нарочито истакао Микелс Букш (летонски: Mikeļs Bukšs), види библиографију.
Након обнове летонске независности је евидентно порасло интересовање за латгалски језик и културно наслеђе. На неким универзитетима се учи као изборни предмет; у Резекнеу, у Издавачкој кући Латгалског културног центра (Latgales kultūras centra izdevniecība), на челу са Јанисом Елкснисом (Jānis Elksnis), се штампају и старе и нове књиге на латгалском.
Године 1992, Јурис Цибулс (Јuris Cibuļs), заједно са Лидијом Леикумом (Lidija Leikuma) објављује један од најранијих латгалских буквара након ревитализације језика.
Латгалски језик је у 21. веку постао присутнији у културној сфери Летоније. Осим покрета за његово очување, латгалски се може све више чути у различитим интервјуима на националној фреквенцији, а постоје и савремене рок групе, као што су Борова Ем-Си (Borowa MC) и Дабасу Дуровис (Dabasu Durovys) које певају на латгалском и које су стекле извесну славу у држави. Данас се латгалски и јавно користи за обележавање, на пример назива улица, продавница, што све указује на пораст употребе са лингвистичке тачке гледишта.

## Класификација
Латгалски припада источој грани балтичке групе језика у индоевропској породици. Дата грана обухвата такође и летонски, самогитски и литвански. Латгалски је умерено флексиван језик; број глаголских и именичких облика је својствен многим балтичким и словенским језицима.

## Географска дистрибуција
Латгалским говори око 150,000 људи, махом у Латгали, у Летонији; постоје и мале заједнице говорника латгалског у Сибиру, у Русији.

## Званичан статус
Латгалски се змеђу 1920. и 1934. године користио за образовне и потребе локалне управе у Латгали. Данас се латгалски не користи као званичан језик нигде у Летонији. Формално је заштићен Језичким законом Летоније који прописује да ,,држава Летонија гарантује очување, заштиту и развој латгалског књижевног језика као историјске варијанте летонског језика" (§3.4). Закон изједначава латгалски и стандардни књижевни летонски језик као две варијанте јединственог летонског језика. Премда дати правни статус дозвољава коришћење латгалског језика у сферама образовања и државне управе, оно је врло незаступљено.
Постоји и ортографска комисија латгалског језика коју подржава Летонија. Питање да ли је латгалски засебан језик или дијалекат летонског је предмет жустре дебате кроз 20. век. Заговорници става да је латгалски засебан језик, као што су лингвисти Антонс Бреидакс и Лидија Леикума су указали да латгалски одликују својства самосталног језика.

## Дијалекти
Говорници латгалског могу да се поделе у три главне групе - северну, средњу и јужну. Говорници три групе локалних акцената могу у потпуности да се разумеју и разликују се једино према мањим одступањима на плану самогласника, дифтонга и појединих флективних завршеката. Регионални акценти централне Латгале (као што је онај којим се говори у варошима и руралним општинама Јуосмуижа, Вуоркова, Видсмуижа, Вилани, Сакстиголс, Узулајне, Макашани, Дрицани, Гајгалова, Бијержи, Тилжа и Наутран) чине фонетску основу савременог стандардног латгалског језика. Књижевност 18. века је више била под утицајем јужних акцената латгалског.

## Абецеда
Латгалски језик користи писмо од 35 слова. Ортографија је слична летонској, с тим што не обухвата два додатна слова: ⟨y⟩ представља [ɨ]), алофон гласа /i/, који не постоји у стандардном летонском. Слово ⟨ō⟩ је опстало из периода летонске ортографије пре 1957. године.
| Велико слово | Мало слово | Изговор |
| ------------ | ---------- | ------- |
| A            | a          | /a/     |
| Ā            | ā          | /aː/    |
| B            | b          | /b/     |
| C            | c          | /t͡s/    |
| Č            | č          | /t͡ʃ/    |
| D            | d          | /d/     |
| E            | e          | /ɛ/     |
| Ē            | ē          | /ɛː/    |
| F            | f          | /f/     |
| G            | g          | /ɡ/     |
| Ģ            | ģ          | /ɡʲ/    |
| H            | h          | /x/     |
| I            | i          | /i/     |
| Y            | y          | /ɨ/     |
| Ī            | ī          | /iː/    |
| J            | j          | /j/     |
| K            | k          | /k/     |
| Ķ            | ķ          | /kʲ/    |
| L            | l          | /l/     |
| Ļ            | ļ          | /lʲ/    |
| M            | m          | /m/     |
| N            | n          | /n/     |
| Ņ            | ņ          | /nʲ/    |
| O            | o          | /ɔ/     |
| Ō            | ō          | /ɔː/    |
| P            | p          | /p/     |
| R            | r          | /r/     |
| S            | s          | /s/     |
| Š            | š          | /ʃ/     |
| T            | t          | /t/     |
| U            | u          | /u/     |
| Ū            | ū          | /uː/    |
| V            | v          | /v/     |
| Z            | z          | /z/     |
| Ž            | ž          | /ʒ/     |

## Примери језичке употребе

### ПоемаArmands Kūceņš
Tik skrytuļam ruodīs: iz vītys jis grīžās,
A brauciejam breinums, kai tuoli ceļš aizvess,
Tai vuorpsteite cīši pret sprāduoju paušās,
Jei naatteik – vacei gi dzejis gols zvaigznēs.
Pruots naguorbej ramu, juos lepneibu grūžoj,
Vys jamās pa sovam ļauds pasauli puormeit,
Bet nak jau sevkuram vīns kuorsynoj myužu
I ramaņu jumtus līk īguodu kuormim.
Na vysim tai sadar kai kuošam ar speini,
Sirds narymst i nabeidz par sātmalim tēmēt,
A pruots rauga skaitejs pa rokstaudža zeimem,
Kai riedeits, kod saulei vēļ vaiņuku jēme.

### Оченаш
Tāvs myusu, kas esi debesīs,
svēteits lai tūp Tovs vōrds.
Lai atnōk Tova vaļsteiba.
Tova vaļa lai nūteik, kai debesīs,
tai ari vērs zemes.
Myusu ikdīneiškū maizi dūd mums šudiņ.
Un atlaid mums myusu porōdus,
kai ari mes atlaižam sovim porōdnīkim.
Un naīved myusu kārdynōšonā,
bet izglōb myusus nu ļauna Amen.

### Речник израза
| латгалски                         | летонски                            | Значење |
| --------------------------------- | ----------------------------------- | --- |
| Vasals!                           | Sveiks!                             | Ћао! (буквално, "Здрав и чио!", "Sveiks" се чешће користи као "Ћао" у летонском, али има другачије значење)                                                                                    |
| Loba dīna!                        | Labdien!                            | Здраво, добар дан! |
| Muns vuords Eugeņs.               | Mans vārds ir Eugeņs.               | Моје име је Еугенс. |
| Šudiņ breineiga dīna!             | Šodien ir brīnišķīga diena!         | Данас је диван/прелеп дан. |
| Vīns, div, treis, niu tu breivs!  | Viens, divi, trīs, nu tu esi brīvs! | Један, два, три, сада сте слободни! (Бројалица за децу) |
| Asu aizjimts itamā šaļtī!         | Esmu aizņemts šobrīd!               | Тренутно сам заузет! |
| Es tevi mīļoju!                   | Es tevi mīlu!                       | Волим те! |
| Asu nu Latgolys.                  | Esmu no Latgales.                   | Ја сам из Латгале. |
| As īšu iz sātu.                   | Es iešu mājās.                      | Отићи ћу кући. (Напомена, ,,sēta" на летонском значи двориште или имање, те је више рурални/аграрни призвук ,,куће" присутан у латгалском него у летонском "mājās", што више евоцира на кућу.) |
| Maņ pateik vuiceitīs. (moceitīs). | Man patīk mācīties.                 | Волим да учим (Напомена, назначена разлика између латгалског и летонског је крајње уобичајена. Овде изнет низ примера је врло сличан, с обзиром да се односи на основне концепте.)             |

Когнати на латгалском и литванском, који се разликују од летонског:
| енглески                  | летонски             | латгалски          | литвански                 | Коментари |
| ------------------------- | -------------------- | ------------------ | ------------------------- | --- |
| around                    | apkārt               | apleik             | aplink                    | aplinkus на летонском значи ,,посредно, индиректно" |
| always                    | vienmēr              | vysod              | visad(a)                  | |
| everyday-                 | ikdienas-            | kasdīnys-          | kasdienis                 | |
| he                        | viņš, šis            | jis                | jis                       | šis на литванском значи ,овај" |
| urgent                    | steidzams            | skubeigs           | skubus                    | skubīgs има исто значење у летонском, али се ретко користи |
| to interrogate, to ask    | taujāt, izjautāt     | klaust             | klausti                   | klausīties на летонском значи ,,слушати"; klau! значи ,,heј!"; klaušināt значи питати неколико људи |
| girl, maid                | meita, meitene       | mārga              | mergina, merga            | meita се на летонском користи чешће као ,,ћерка", док meitene значи само ,,девојчица" |
| kerchief                  | lakatiņš             | skareņa            | skarelė                   | |
| dress, frock              | kleita               | sukne              | suknelė                   | kleita је у летонском германизам, потекао од das Kleid, док се изворни термин изгубио. латгалски и литвански – упоредити с пољским: suknia.                                                                                      |
| top, apical               | galotne, virsotne    | viersyune          | viršūnė                   | |
| pillar, column            | stabs                | stulps             | stulpas                   | stulpiņi (деминутив, множина за ,,stulps") се у летонском одржало као "хеланке" |
| to read                   | lasīt                | skaiteit           | skaityti                  | skaitīt на летонском значи бројати, а noskaitīt рецитовати |
| to come                   | nākt                 | atīt               | ateiti                    | atiet на летонском значи отићи (корен "iet" значи "ићи") |
| row, range, line          | rinda                | aiļa               | eilė                      | aile на летонском значи ред у јако уском смислу – односи се на простор између две линије |
| to sit down               | apsēsties            | atsasēst           | atsisėsti                 | |
| to answer                 | atbildēt             | atsaceit           | atsakyti                  | atsacīt на летонском значи одбити (брзо и оштро), atsisakyti се са истим значењем може користити и у литванском |
| to torture                | mocīt                | komuot             | kamuoti                   | |
| to die (about animals)    | nosprāgt             | nūgaist            | nugaišti                  | |
| to squeeze                | maidzīt              | maidzeit           | maigyti                   | |
| to catch a cold           | saaukstēties         | puorsaļt           | peršalti                  | pārsalt на летонском значи смрзнути се (скоро насмрт) |
| cold                      | auksts               | solts              | šaltis                    | auksts се чешће користи на летонском за "хладно" него "salts", што се односи на ледено |
| mistake                   | kļūda                | klaida             | klaida                    | |
| page                      | lappuse              | puslopa            | puslapis                  | сложеница, на летонском је редослед "лист"+"страна", обрнуто у односу на редослед у латгалском и литванском |
| down, downward            | lejup                | zamyn              | žemyn                     | zemu на летонском значи "ниско" |
| and, also                 | un                   | i                  | ir                        | un и arī се често користе у летонском, "i" је архаизам који се најчешће појављује у народним песмама и поезији. |
| to settle in              | iekārtoties          | īsataiseit         | įsitaisyti, įsikurti      | |
| family                    | ģimene               | saime              | šeima                     | "ģimene" се у летонском користи за најближу породицу, saime се односи на фамилију и домаћинство, на пример, saimnieks, saimniece су газда и загдарица, датим редом, домаћинства, док се у литванском giminė користи за фамилију. |
| homeland                  | tēvzeme              | tāvaine            | tėvynė                    | |
| east                      | austrumi             | reiti              | rytai                     | "rīti" је ређе заступљена, поетска форма на летонском |
| west                      | rietumi              | vokori             | vakarai                   | "vakari" је ређе заступљена, поетска форма на летонском |
| to stand up               | piecelties           | atsastuot          | atsistoti                 | |
| to sore                   | sūrstēt              | pierkšēt           | perštėti                  | |
| scissors                  | šķēres               | zirklis            | žirklės                   | šķēres је летонска позајмљеница из немачког die Schere, dzirkles се односи на маказе |
| to forgive                | piedot               | atlaist            | atleisti                  | |
| owl                       | pūce                 | palāda             | pelėda                    | |
| toad                      | krupis               | rupucs             | rupūžė                    | |
| fear                      | bailes               | baime              | baimė                     | |
| last name, surname        | uzvārds              | pavuorde           | pavardė                   | |
| smith                     | kalējs               | kaļvs              | kalvis                    | |
| to clatter                | rībēt, skrabēt       | brazdēt            | brazdėti                  | |
| to perish                 | iet bojā             | propuļt            | prapulti                  | |
| on horseback              | jāšus                | raitu              | raitas                    | |
| inside                    | iekšā                | vydā               | viduj                     | |
| to notice                 | ievērot              | ītiemēt            | įsidėmėti                 | |
| a little                  | mazliet              | drupeiti           | truputį                   | |
| to bore, to become boring | apnikt               | atbuost, atsabuost | atsibosti                 | |
| to undress                | noģērbties           | nūsaviļkt          | nusivilkti                | |
| swamp                     | dumbrājs, muklājs    | liuņs              | liūnas                    | |
| kidney                    | niere                | eiksts             | inkstas                   | |
| to poke                   | bakstīt              | badeit             | badyti                    | |
| to hover                  | plivināties apkārt   | laksteit           | lakstyti                  | |
| to bathe                  | peldēties            | mauduotīs          | maudytis                  | |
| clover                    | āboliņš              | duobuls            | dobilas                   | |
| first of all              | vispirms             | pyrma              | (visų) pirma, pirmiausiai | |
| suddenly                  | pēkšņi               | ūmai               | ūmai                      | |
| to stretch (oneself)      | staipīties, gorīties | rūzeitīs           | rąžytis                   | |
| to detect                 | uziet, konstatēt     | aptikt             | aptikti                   | |
| to snatch                 | pakampt              | sačupt             | sučiupti                  | "pagauti" на летонском значи ухватити |
| to grope                  | taustīties           | čupinētīs          | čiupinėtis                | |
| church holiday            | baznīcas svētki      | atlaidys           | atlaidai                  | |
| variable (dates)          | mainīgi (datumi)     | cylojamuos (dīnys) | kilnojamos (dienos)       | |
| remotely                  | attālu               | atostai            | atstu, atokiai            | |
| to make faces             | vaikstīties          | šaipeitīs          | šaipytis, vaipytis        | |
| to shell                  | lobīt                | gaļdeit            | gliaudyti                 | |
| to thresh (by beating)    | kult (dauzot)        | bluokšt            | blokšti                   | |
| to break (about glass)    | plīst (par stiklu)   | dyuzt              | dūžti                     | |

## Спољне везе
- Летонско-латгалски речник
- Санита Лаздина, Хеико Ф. Мартен: Латгалски у Летонији: Трајна борба за политичко признање. У: Девник о етнополитици и проблемима мањина у Европи
- Две књижевне традиције Летонаца
- Неке чињенице о латгалском језику
- Граматика латгалског језика (на летонском, у ПДФ формату) Архивирано на веб-сајту  (3. март 2006)